# Campanula pallida
Campanula pallida är en klockväxtart som beskrevs av Nathaniel Wallich. Campanula pallida ingår i släktet blåklockor, och familjen klockväxter. Inga underarter finns listade i Catalogue of Life.

## Bildgalleri

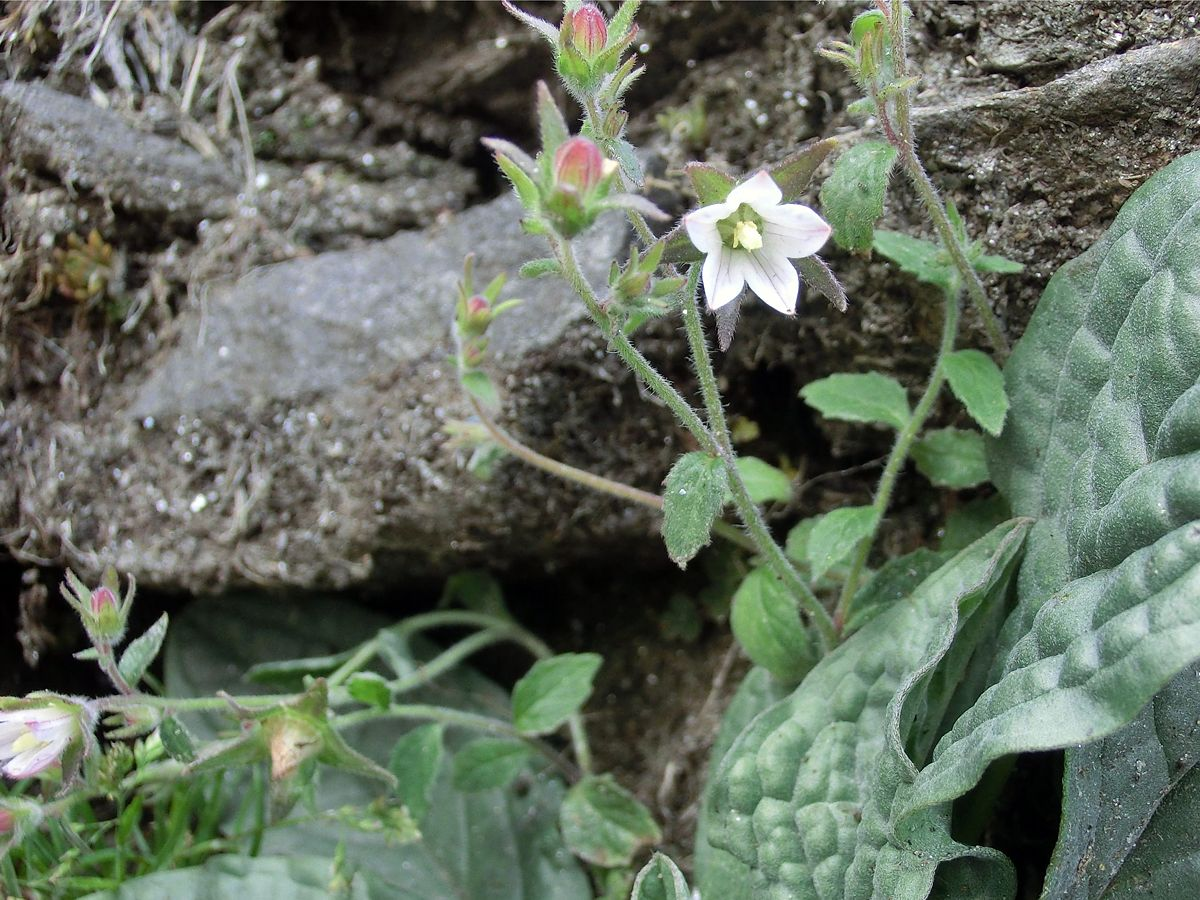